# Sabandar
Sabandar is een bestuurslaag in het regentschap Cianjur van de provincie West-Java, Indonesië. Sabandar telt 11.865 inwoners (volkstelling 2010).